# Verbandsgemeinde Langenlonsheim
De Verbandsgemeinde Langenlonsheim met 13.393 inwoners ligt in het district Bad Kreuznach in de Duitse deelstaat Rijnland-Palts.

## Gemeenten
De volgende gemeenten (Ortsgemeinden) maken deel uit van de Verbandsgemeinde Langenlonsheim:
- Bretzenheim
- Dorsheim
- Guldental
- Langenlonsheim
- Laubenheim
- Rümmelsheim
- Windesheim